# Aidsdelegationen
Aidsdelegationen tillsattes våren 1985 av den dåvarande socialdemokratiska regeringen i syfte att bekämpa spridningen av hiv. Ordförande var socialminister Gertrud Sigurdsen. Aidsdelegationen drev en intensiv informationskampanj i vilken man bland annat propagerade för användande av kondom. På initiativ av aidsdelegationen förbjöds 1987 de så kallade bastuklubbarna, vilket blev mycket kontroversiellt. Aidsdelegationen uppgick sommaren 1992 i det då nybildade Folkhälsoinstitutet.

## Aidsdelegationens tillsättande och uppdrag
Den svenska aidsdelegationen tillsattes genom ett enhälligt regeringsbeslut 9 maj 1985 av den dåvarande socialdemokratiska regeringen, ledd av statsminister Olof Palme.
I en kortfattad bilaga till regeringsbeslutet beskrevs delegationens huvuduppgifter i punktform:
- samordna arbetet inom alla samhällets sektorer med att begränsa spridningen av sjukdomen aids
- följa och initiera angelägen forskning på området samt ta initiativ till de åtgärder som detta kan föranleda
- bedöma behovet av och initiera information till riskgrupper, vårdpersonal, allmänhet med flera
- bedöma och påtala behovet av omedelbara åtgärder t.ex. frågor om lagstiftning
- bedöma angelägna resursbehov[2]

Aidsdelegationens huvuduppgift var att samordna det nationella smittskyddsarbetet, följa och initiera forskning och andra centrala åtgärder (inte minst informations- och lagstiftningsinsatser) samt bedöma angelägna resursbehov. Enligt regeringsbeslutet fick delegationen även fick ta upp ”andra frågor som rör AIDS”. Då även i princip obegränsade ekonomiska resurser ställdes till delegationens förfogande gavs delegationen ett mycket omfattande mandat. 

## Organisation och ledamöter
Delegationen samlade ledande företrädare från de två största riksdagspartierna, berörda departement, myndigheter, landsting och kommuner. Statsrådet Gertrud Sigurdsen fungerade som ordförande och övriga ledamöter hämtades från politisk och administrativ toppnivå. Socialdemokraterna representerades av riksdagsledamoten Ivar Nordberg, Moderata samlingspartiet av det tidigare statsrådet Elisabeth Holm. Med i delegationen fanns även statssekreterare Ingemar Lindberg, statsepidemiolog Margareta Böttiger, Socialstyrelsens generaldirektör Barbro Westerholm, föreståndaren för Statens Bakteriologiska Laboratorium, professor Lars Olof Kallings. Landstingsförbundet företräddes av Gunnar Hofring och Kommunförbundet av Göte Andersson, båda Socialdemokraterna. Även professor Hans Wigzell, Karolinska institutet, medverkade som representant för den medicinska forskningen. Övriga ledamöter var Måns Lönnroth och Anders Lönnberg, politiskt sakkunniga på statsrådsberedningen respektive socialdepartementet. 
Under början av 1986 kompletterades delegationen med ledamöter från de resterande riksdagspartierna. Som Folkpartiets ledamot utsågs socialutskottets ordförande professor Daniel Tarschys, Centerpartiet företräddes av riksdagsledamot Rosa Östh och Vänsterpartiet Kommunisterna av riksdagsledamot Jörn Svensson. Departementssekreterare Hans Lundborg, narkotikasamordnare på socialdepartementet, deltog ifrån våren 1986 som sakkunnig. 

### Referensgrupper
I regeringsbeslutet angavs att en referensgrupp bestående av olika organisationsföreträdare skulle knytas till delegationen. I beslutet angavs uttryckligen att representanter från Riksförbundet för sexuellt likaberättigande (RFSL), Föräldraföreningen för blödarsjuka i Sverige (FBIS) och fackliga organisationer (LO, TCO, SACO/SR) men gruppen i gruppen ingick även företrädare från Riksförbundet för sexuell upplysning (RFSU), Riksförbundet för läkemedelsmissbrukare (RFHL), Riksförbundet föräldraföreningen mot narkotika (FMN) och från Venhälsan, Södersjukhuset i Stockholm. Från 1986 deltog även Riksförbundet narkotikafritt samhälle (RNS) i referensgruppens arbete. Därutöver bildades över tid ytterligare fyra referensgrupper i anslutning till olika frågor som behandlades av delegationen.

### Delegationskansliet
Sommaren 1985 tillsattes ett mindre delegationssekretariat där tre sekreterare anställdes på halvtid: docent Johan Wallin, hudkliniken Akademiska sjukhuset i Uppsala, docent Eric Sandström från Venhälsan, Södersjukhuset samt infektionsläkaren Lars Moberg (Moberg slutade dock redan våren 1986). Från och med våren 1986 anställdes Håkan Wrede som huvudsekreterare, tidigare politisk sekreterare för Socialdemokraterna i Stockholms läns landsting. Även om ytterligare administrativ personal över tid knöts till delegationskansliet, förblev delegationssekretariatet en förhållandevis liten organisation.

### Förvaltningsrättslig status
Formellt tillsattes aidsdelegationen inom Socialdepartementet och var därmed direkt underställd regeringen. Ur ett förvaltningsperspektiv var dock aidsdelegationen en unik organisation då den kom att både förbereda regeringsärenden och ägna sig åt direkta förvaltningsuppgifter. Beslutet att tillsätta en svensk aidsdelegationen – och ge den en för den svenska förvaltningstraditionen ny organisationsform – har tolkats som en indikation på vilket omfattande och komplext samhällsproblem epidemin ansågs vara. Aids uppfattades kort sagt som en samhällsfara olämplig, rent av omöjlig för en enskild myndighet att hantera.

## Verksamhet
På grund av sin sammansättning och organisation kom den svenska aidsdelegationen att få en starkt konsensusskapande karaktär. Genom att samla ledande politiker, högt uppsatta statstjänstemän och myndighetsföreträdare försökte regeringen skapa förutsättningar för att snabbt – i extremfallet vid sittande bord – kunna diskutera fram en hållning som kunde presenteras som gemensam och nationell.

### Konsensuskultur
En bred uppslutning bakom beslut och åtgärder eftersträvades även av oppositionen. Allvaret i uppgiften förutsatte att politiska beslut präglades av ”en bred politisk enighet”, markerade exempelvis Moderaternas Ann-Cathrine Haglund i riksdagen våren 1986. Även Centerpartiets Rosa Östh betonade starkt betydelsen av nationell enhet. ”Det känns bra att alla syntes vara besjälade av en vilja till politisk samling i arbetet mot aids”, kommenterade hon samarbetet i riksdagen. ”Det här är inte en fråga som lämpar sig för partipolitisk profilering och prestige”.
Den svenska aidspolitiken i allmänhet, och tillsättandet av en aidsdelegation i synnerhet, har framhållas som ett exempel på en svensk politisk kultur präglad av samförstånd, kompromiss och nationell enighet. Redan i samtiden hördes en viss kritik om att aidsdelegationen blev alltför dominerande, utestängande grupper och perspektiv som gick på tvärs med den konsensus som rådde. Men kritiken är också en indikation på att aidsdelegationen fick ett mycket stort inflytande i 1980-talets svenska aidsdebatt och en många gånger helt avgörande betydelse för den svenska aidspolitikens innehåll och genomslag.

### Lagstiftning
I Sverige är det Sveriges riksdag som stiftar lagar. Men aidsdelegationen kom redan från början vara delaktig i förarbetet till olika lagstiftningsåtgärder, exempelvis då smittskyddslagen hösten 1985 modifierades och samtidigt kom att tillämpas på hiv (eller HTLV-III som viruset kallades då). Delegationen var också delaktig i beslutet att sommaren 1987 stänga de så kallade ”bastuklubbarna” av smittskyddsskäl, något som tidigare skett i bland annat flera amerikanska delstater. Stängningen var kontroversiell även om lagen – Lag (1987:375) om förbud mot så kallade bastuklubbar och andra liknande verksamheter – antogs av en enig riksdag. För klubbarna var inte bara en plats dit män gick för att ha sex med andra män. Det var också en stark symbol för homosexuell frigörelsekamp och plats där information om hur man kunde skydda sig mot smitta kunde förmedlas. 

### Narkotikan
I centrum för mycket av aidsdelegationens arbete var dock relationen mellan hiv och narkotika. Aids som samhällsproblem formulerades också i nära förbindelse med hur narkotikan – eller "knarket" som var den gängse 1980-talstermen – kom att uppfattas som samhällsfara och hot. I centrum för uppmärksamheten fanns den kvinnliga prostituerade heroinisten, av läkare och politiker och i massmedia uppfattad som en vektor för vidare smittspridning. Metadon och sprututbyte var två kontroversiella frågor delegationen kom att uttala sig kring och där delegationens ståndpunkt också kom att bli riksdagens. Den svenska narkotikapolitikens särart, att man med hjälp av lagstiftning, strikt kontroll, omfattande vårdinsatser och massiv opinionsbildning kunde nå målet, ett narkotikafritt samhälle, fick alltså enligt vissa forskare ett betydande inflytande på aidsdelegationens diskussioner och den svenska aidspolitikens utformning och tillämpning.

### Kampanjerna
Hiv och aids var under 1980-talet ett mycket omdiskuterat ämne i media. Intresset var enormt, rapporteringen ofta tillspetsad och alarmistisk.
I detta sammanhang blev aidsdelegationens nationella informationskampanjer mycket uppmärksammade. I de första kampanjerna från 1987 var tonen skarp även om delegationsföreträdare menade att man ville använda ett lugnt, sakligt och informativt tilltal. Huvudbudskapet var att aids var något som angick alla och att alla därför måste lära sig hur viruset smittade, och inte smittade. Kampanjerna kritiserades dock av vissa för att inte tillräckligt tydligt fokusera på konkreta smittskyddsmetoder. Från tidigt 1990-tal sattes också ett tydligare fokus på kondomen som ett effektivt sätt att skydda sig själv och sin partner från smitta. De senare kampanjerna i aidsdelegationens regi kom också att i högre grad än tidigare inriktas på de grupper som ansågs som mest strategiska ur smittspridningssynpunkt, i första hand ungdomar och män som har sex med män.

## Aidsdelegationens avvecklande
Den svenska aidsdelegationen upphörde formellt genom ett enhälligt regeringsbeslut av den borgerliga regeringen ledd av statsminister Carl Bildt den 11 juni 1992. Från och med den 1 juni 1992 överflyttades delegationens arbetsuppgifter och ansvaret för det nationella hivarbetet till det från samma datum nyinrättade Folkhälsoinstitutet under ledning av generaldirektör Agneta Dreber.